# جوامع دور از وطن

بریتانیایی‌ها در جوامع دورمیهن

بوم‌راندگان، جوامع دورمیهن، جوامع دور از میهن، جوامع دور از وطن یا دیاسپورا (به انگلیسی: Diaspora) به پراکندگی، مهاجرت یا آوارگی گروهی از مردم گفته می‌شود که دور از خانه و کاشانه اصلی خویش زندگی می‌کنند و در دنیا پراکنده شده‌اند. این واژه ریشه در متون یهودی داشته و به ماجرای خروج یهودیان از بابل اشاره دارد. اما اخیراً معنای این واژه بسط پیدا کرده‌است و به پراکندگی گروهی از مردم گفته می‌شود که دارای ریشه مشترکی هستند و از خانه خود رانده شده یا فرار کرده‌اند. نمونه بارز آن ارمنی‌های ترکیه هستند که توسط دولت عثمانی به سمت دیگری رانده شده‌اند. ایجاد جوامع دورمیهن می‌تواند خودخواسته یا ناخواسته باشد.

## جوامع ایرانی دورمیهن

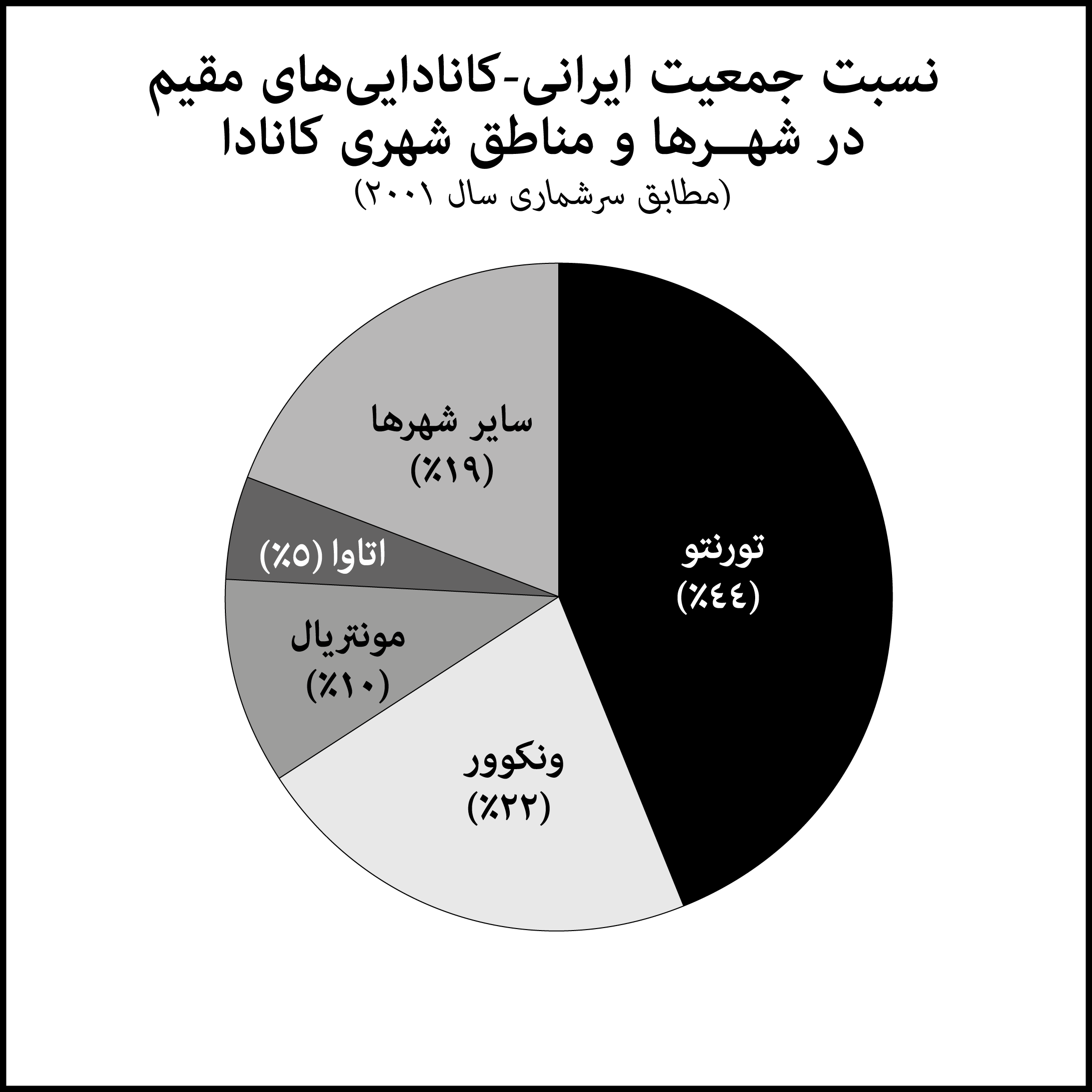
نسبت جمعیت ایرانی-کانادایی‌های مقیم در شهرها و مناطق شهری کانادا

بسیاری از ایرانیان، پس از وقوع انقلاب ایران به کشورهای دیگر به‌ویژه ایالات متحده آمریکا، مهاجرت کردند. تعداد زیادی از ایرانیان نیز در اروپا و استرالیا و نیز در کشورهای آسیایی و عربی زندگی می‌کنند. همچنین می‌توان به مهاجران افغانستانی و شهروندان ارمنی در ایران اشاره کرد. جامعه اهل شهر گراش در استان فارس در جنوب ایران دیگر ایرانیان دورمیهن هستند که مهاجرت آنها به کشورهای عربی بوده‌است. زرتشتیانی که به علت حمله اعراب به ایران، به هندوستان پناه بردند، نمونه دیگری از این جوامع در هند هستند که به پارسیان هند معروفند

## ریشه شناسی

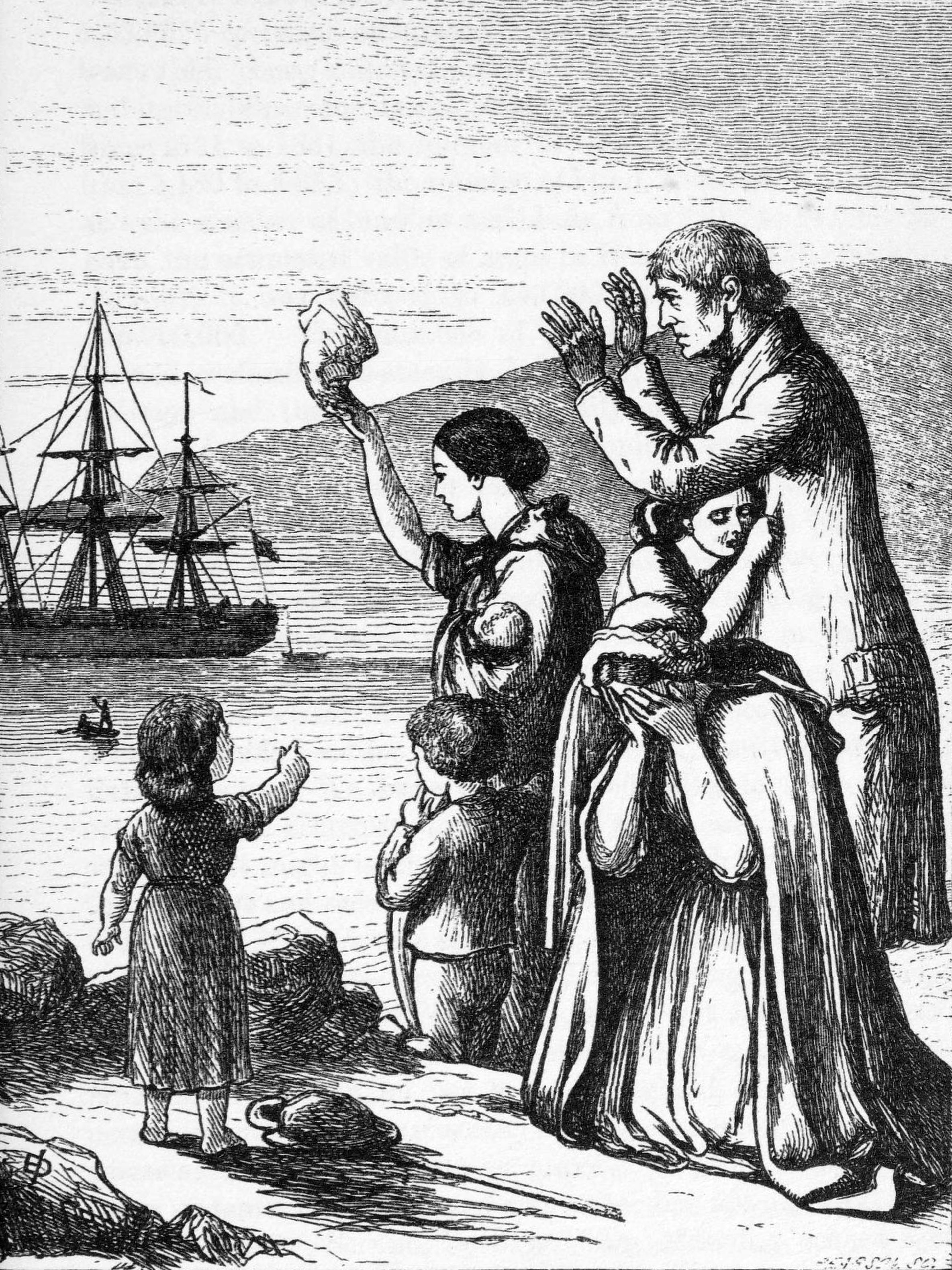
مهاجران ایرلند را ترک می کنند. مهاجرت به آمریکا پس از قحطی بزرگ در ایرلند را به تصویر می کشد.

اصطلاح “دیاسپورا” از فعل یونانی باستانی διασπείρω (diaspeirō) به معنای “پراکنده می‌کنم”، “پخش می‌کنم” گرفته شده است که خود از διά (dia) به معنای “بین، از طریق، در سراسر” و فعل σπείρω (speirō) به معنای “می‌کارم، پراکنده می‌کنم” تشکیل شده است. بنابراین اصطلاح διασπορά (دیاسپورا) به معنای “پراکنده شدن” بود.
در مورد فرآیند دقیق اشتقاق این افعال یونانی باستانی به مفهوم دیاسپورا ابهام وجود دارد. بسیاری توسیدید (قرن پنجم قبل از میلاد) را به عنوان اولین کسی که این کلمه را استفاده کرده است، یاد می‌کنند. با این حال، جامعه‌شناس استفان دوفواکس اشاره می‌کند که “نه تنها اسم دیاسپورا در متن اصلی یونانی [جنگ پلوپونزی توسیدید، II، 27)] کاملاً غایب است، بلکه فعل diaspeírô نیز در آن وجود ندارد. فعل استفاده شده فعل speírô (بذر) است که به صورت ماضی مجهول صرف شده است.”
متن توسیدید به این صورت است: καὶ οἱ μὲν αὐτῶν ἐνταῦθα ᾤκησαν, οἱ δ᾽ ἐσπάρησαν [esparēsan] κατὰ τὴν ἄλλην Ἑλλάδα، که به معنای “آنهایی از اهالی آژینا که در اینجا ساکن نشدند، در بقیه یونان پراکنده شدند” ترجمه شده است.
دوفواکس همچنین اشاره می‌کند که “از تمام موارد استفاده از دیاسپورا در Thesaurus Linguae Graecae (TLG)، که تقریباً تمام آثار نوشته شده به زبان یونانی را شامل می‌شود، هیچ‌کدام به استعمار اشاره نمی‌کنند.” دوفواکس حدس می‌زند که این ابهام ممکن است از یک نظر توسط تاریخ‌نگار یهودی سیمون دوبنو، که مقاله‌ای درباره دیاسپورا برای دایرةالمعارف علوم اجتماعی نوشته است، ناشی شده باشد. مقاله او که در سال 1931 منتشر شد، شامل این نظر است: “به نوعی مگنا گراسیا یک دیاسپورای یونانی در امپراتوری روم باستان بود.” “مگنا گراسیا” به مستعمرات یونانی باستانی که در طول ساحل ایتالیا تأسیس شده بودند و پس از جنگ دوم پونی استقلال خود را از دست دادند و به امپراتوری روم پیوستند، اشاره دارد.
اولین استفاده ثبت شده از کلمه “دیاسپورا” در سپتواگینت یافت می‌شود، ابتدا در: تثنیه 28:25، در عبارت ἔσῃ ἐν διασπορᾷ ἐν πάσαις ταῖς βασιλείαις τῆς γῆς، esē en diaspora en pasais tais basileiais tēs gēs، که به معنای “تو در همه پادشاهی‌های زمین پراکنده خواهی شد” ترجمه شده است و دوم در: مزامیر 146(147).2، در عبارت οἰκοδομῶν Ἰερουσαλὴμ ὁ Kύριος καὶ τὰς διασπορὰς τοῦ Ἰσραὴλ ἐπισυνάξει، oikodomōn Ierousalēm ho Kyrios kai tas diasporas tou Israēl episynaxē، که به معنای “خداوند اورشلیم را می‌سازد: او پراکندگان اسرائیل را جمع می‌کند” ترجمه شده است.
هنگامی که کتاب مقدس به یونانی ترجمه شد، کلمه دیاسپورا در اشاره به پادشاهی سامریه که بین سال‌های 740 و 722 قبل از میلاد توسط آشوریان از اسرائیل تبعید شد، به کار رفت، همچنین یهودیان، بنیامینی‌ها و لاوی‌ها که در سال 587 قبل از میلاد توسط بابلیان از پادشاهی یهودا تبعید شدند، و یهودیانی که در سال 70 میلادی توسط امپراتوری روم از یهودیه رومی تبعید شدند. سپس این اصطلاح به اشاره به حرکات تاریخی و الگوهای سکونت یهودیان به کار رفت. در انگلیسی، با حروف بزرگ و بدون اصلاح‌کننده‌ها، این اصطلاح می‌تواند به طور خاص به دیاسپورای یهودیان اشاره کند. کاربرد گسترده‌تر دیاسپورا از سیاست تبعید دوطرفه آشوریان برای جمعیت‌های مغلوب برای جلوگیری از ادعاهای سرزمینی آینده آنها تکامل یافت.